# 羽島温泉
羽島温泉（はしまおんせん）は、岐阜県羽島市桑原町にある温泉。市営の日帰り温泉施設にて入浴可能。

## 泉質
- 食塩泉（ナトリウム・カルシウム・塩化物泉）
  - 泉温：37℃
- 源泉温度が低いため、施設では42℃に加温している。

## 温泉地
木曽川と長良川の合流地点付近の田園地帯に、市営の日帰り温泉施設「老人福祉センター羽島温泉」が存在する。

## 歴史
- 1978年（昭和53年）- 「老人福祉センター羽島温泉」オープン。
- 1981年（昭和56年）- 「かんぽの宿岐阜羽島」オープン。
- 2006年（平成18年）- 「老人福祉センター羽島温泉」リニューアルオープン。
- 2019年（令和元年）12月20日 - 宿泊施設「かんぽの宿岐阜羽島」閉館。

## アクセス
鉄道
- JR東海道新幹線・岐阜羽島駅（羽島市コミュニティバス・はしまわる線）、または名鉄竹鼻線・羽島市役所前駅よりコミュニティバスで30分。

自動車
- 岐阜羽島ICより羽島田園街道経由、車で約10分。